# Agneta Ekmanner
Agneta Stensdotter Ekmanner (født 4. december 1938 i Stockholm) er en svensk skuespillerinde, der har medvirket i mere end 50 film og tv-serier. Blandt hendes filmroller kan nævnes Som nat og dag (1969), Kære Irene (1971), Garagen (1975), Brødrene Mozart (1986) og Sort Lucia (1992).
Ekmanner vandt i 1975 Bodilprisen for bedste kvindelige hovedrolle i spillefilmen Per (1975), der er instrueret af Hans Kristensen.

## Udvalgt filmografi
- Min søster, min elskede (1966)
- Jeg elsker - du elsker (1968)
- Stuegang (1968)
- Som nat og dag (1969)
- Duet for kannibaler (1969)
- Kære Irene (1971)
- Per (1975)
- Garagen (1975)
- Paradishuset (1977)
- Bluff Stop (1977)
- Det parallelle lig (1982)
- Brødrene Mozart (1986)
- Livsfarlig film (1988)
- Sort Lucia (1992)
- Brandbilen som forsvandt (1993)
- Strisser, strisser (1993)
- Roseanna (1993)
- Politimorderen (1994)
- Husets ære (1999)
- Skærgårdsdoktoren (tv-serie, 2000)
- Taurus (tv-serie, 2002)
- Olivia Twist (tv-serie, 2002)
- Fjällbacka-mordene - Strandridderen (2013)